# Euphaedra aubergeri
Euphaedra aubergeri är en fjärilsart som beskrevs av Jacques Hecq 1977. Euphaedra aubergeri ingår i släktet Euphaedra och familjen praktfjärilar. Inga underarter finns listade i Catalogue of Life.